# Prosiak cętkowany
Prosiak cętkowany (Hemisus guttatus) – gatunek płaza bezogonowego z rodziny prosiakowatych (Hemisotidae). Dorasta do 8,0 cm długości. Cechuje się małą spiczastą głową, a także spłaszczonym, utwardzonym pyskiem, którego używa do zagrzebywania się metodą „głowa najpierw”. Występuje endemicznie w Republice Południowej Afryki, gdzie zasiedla sawanny i użytki zielone. W skład jego diety wchodzą termity oraz dżdżownice. Rozmnaża się podczas opadów deszczu, a około 200 jaj składanych jest przez samicę w norze, w której następnie samica pozostaje do wyklucia kijanek. Gatunek bliski zagrożenia (NT) w związku z m.in. degradacją środowiska naturalnego oraz zmniejszaniem się zasięgu występowania.

## Wygląd
Samice dorastają do 8,0 cm, a samce do ok. 5,0 cm. Ciało kuliste. Głowa mała i spiczasta, pysk również spiczasty, oczy bardzo małe. Ubarwienie jest ciemnofioletowe lub brązowe z licznymi żółtymi kropeczkami na grzbiecie. Pysk jest spłaszczony i utwardzony i używany jest do kopania metodą „głowa najpierw”. Jama gębowa znajduje się w spodniej części pyska. Ramiona i palce u dłoni silne i umięśnione. Na palcach występują pazury używane w kopaniu, przypominające pazury kreta. Na pięcie występuje zrogowaciały grzbiet również używany do zagrzebywania się. U samców podgardle ma ciemną barwę, brak natomiast rezonatorów.

## Zasięg występowania i siedlisko
Endemit. Występuje w RPA w prowincjach Mpumalanga i KwaZulu-Natal na wysokościach bezwzględnych 0 – 1000 m n.p.m. Zasiedla sawanny oraz użytki zielone. Gatunek ten większość czasu spędza zakopany w glebie piaszczystej. Odżywia się termitami i dżdżownicami.

## Ekologia
Prosiak cętkowany jest gatunkiem nocnym. Zaatakowany, szybko zakopuje się glebie piaszczysto-ilastej. Podczas kopania utwardzony płaski pysk wykonuje ruchy do góry i do dołu działając jak szpadel, a ręce i pazury wykopują glebę ruchami okrężnymi. Siła potrzebna do kopania nadawana jest przez kończyny dolne. Opisana metoda „głowa najpierw” jest rzadko spotykana u płazów bezogonowych, jako że większość z nich w pierwszej kolejności zakopuje stopy. Podczas pory suchej gatunek ten chroni się w mulistych jamach i nasypach.

## Rozmnażanie i rozwój
Rozród stymulowany przez opady deszczu. Samce nawołują z ukrycia – zazwyczaj schowane pod roślinnością nadbrzeżną. Podczas ampleksusu samica wykopuje norę w wilgotnej glebie, w której następnie składa około 200 jaj w galaretowatych pakietach. Jaja umieszczane są około 15 cm pod powierzchnią ziemi. Nora ma około 8 cm średnicy. Samica składa również kilka przezroczystych galaretowatych mas niezawierających jaj, które chronią jaja przed wyschnięciem, a także być może przed zgnieceniem przez samicę. Samica pozostaje z jajami, 12 dni później wykopuje tunel prowadzący do wody, który umożliwia wyklutym kijankom przedostanie się do zbiornika wodnego. Czasami kijanki wymywane są przez rosnący poziom wód. U kijanek brak zewnętrznych skrzeli, a za absorpcję tlenu odpowiada najprawdopodobniej unaczyniony brzuch. Kijanki tego gatunku są w stanie wytrzymać poza wodą przez co najmniej dwa tygodnie.

## Status
Gatunek bliski zagrożenia (NT) w związku z degradacją jego środowiska naturalnego, a także maleniem zasięgu występowania. Ponadto populacja jest poszatkowana. Zanik jednej lub więcej populacji może poskutkować przeniesieniem tego gatunku do kategorii gatunek zagrożony (EN).